# Angry Birds, le film
Série Angry Birds
Angry Birds : Copains comme cochons
(2019)
Pour plus de détails, voir Fiche technique et Distribution.
Angry Birds, le film (The Angry Birds Movie) est un film d'animation américano-finlandais sorti en 2016. Il est adapté du jeu vidéo Angry Birds sorti en 2009. Une suite, Angry Birds : Copains comme cochons, est sortie en 2019.

## Synopsis
Red est un oiseau rouge qui vit sur une île peuplée d'oiseaux. Depuis son éclosion, il est solitaire et colérique, ce qui le met au ban du reste de la population de l'île. Il vit dans une maison isolée située sur une plage. Afin de gagner sa vie, il travaille comme clown pour amuser les enfants lors des naissances et des anniversaires. Un jour, il effectue la livraison d'un gâteau à une famille d'oiseaux qui se prépare à fêter une éclosion. Mais alors qu'il arrive pile à l'heure, le père de cette même famille lui reproche son retard et provoque sa colère en le poussant à bout. Il entarte son client avec le gâteau livré, puis provoque accidentellement la naissance de l'oisillon de la famille qui le prend pour son père.
Passé en jugement devant la cour de justice de l'île des oiseaux, il est condamné à suivre un stage de gestion de la colère. En se rendant à la thérapie de groupe, il détruit un panneau coulissant en forme d'oiseau. Il fait ensuite la connaissance de Mathilda, 
organisatrice du stage et ancienne patiente. C'est une oiseau blanche qui largue des œufs explosant comme des bombes. Les autres participants du stage sont Chuck, un oiseau jaune réputé pour sa vitesse, Bomb, un gros oiseau noir qui explose sous le coup de l'émotion, et Terence, un énorme oiseau rouge foncé amoureux de Mathilda qui terrifie les autres oiseaux. Il refuse d'avoir de la compagnie, malgré le fait que Chuck et Bomb aient de la sympathie pour lui. En rentrant chez lui, il se rend compte de sa solitude.
Le lendemain, alors que les quatre oiseaux doivent citer un poème, le groupe découvre que Red a détruit le panneau coulissant en forme d'oiseau, ce qui provoque la colère de Mathilda et des trois autres. Au même moment, des cochons verts débarquent sur l'île. Léonard, leur chef, prétend venir en paix et offre aux oiseaux un lance-pierres géant en guise de nouvelle amitié entre les deux communautés. Red, ayant assisté à la rencontre, sent que quelque chose ne tourne pas rond. L'oiseau rouge tente d'avertir ses congénères, mais ces derniers font la sourde oreille et refusent de s'opposer aux membres de la cour de justice persuadés de l'honnêteté des cochons. Accompagné de Bomb et Chuck, il fouille le bateau des nouveaux venus et découvre que des centaines de cochons verts sont cachés à l'intérieur, alors que leur chef affirme aux oiseaux n'être venu qu'avec un second. Red retente de mettre en garde les autres oiseaux, mais ses efforts sont vains. Accompagné de ses deux nouveaux amis, il se rend chez Aigle Vaillant, ancien protecteur et dirigeant de l'île, pour le convaincre de les aider. Ce dernier, devenu gras et égocentrique, refuse car il ne souhaite plus se mêler de la vie des oiseaux.
De retour au village, le trio surprend les cochons en train d'installer de la dynamite autour de l'île et de voler les œufs, pendant que des complices distraient leurs congénères avec une soirée discothèque. Les trois oiseaux tentent de tout faire pour les arrêter, mais les cochons parviennent à s'échapper, emportent les œufs avec eux et détruisent l'île des oiseaux avec leur dynamite. Le lendemain, tous les oiseaux se rendent compte avoir été trahis et trompés. Ils s'en veulent de ne pas avoir écouté Red qui les avait pourtant prévenus. L'oiseau rouge encourage ses congénères à exprimer leur colère et affirme qu'il est grand temps d'aller sur l'île des cochons pour récupérer ce qui leur appartient. Tous les oiseaux acceptent, y compris Mathilda et les membres de la cour de justice.
Une fois là-bas, ils découvrent que Léonard est le roi de l'île des cochons. Il a l'intention de faire cuire les œufs dans un chaudron géant pour les manger avec ses ministres et conseillers dans 2 soirs. Les oiseaux utilisent le lance-pierres offert par les cochons pour envahir l'île de leurs ennemis. Red, Chuck et Bomb réussissent à atteindre le château de Léonard qui décide de faire cuire les œufs dès le déjeuner après qu'il a vu l'attaque des oiseaux. Red sauve les œufs grâce à l'aide d'Aigle Vaillant qui, voyant le courage dont ses congénères font preuve, décide de se reprendre en main et de les aider. Mais un œuf tombe et Red abandonne ses amis pour le secourir des mains de Léonard. L'oiseau rouge se bat avec le roi des cochons pour le sauver. Alors que ce dernier s'apprête à le faire cuire, il retient sa colère et reste calme pour ensevelir Léonard sous sa dynamite et allume trois bâtons. Alors que Red est à l'abri, Léonard assiste, choqué et horrifié, à l'explosion de son arsenal personnel, ce qui détruit entièrement la capitale et l'île des cochons. Tout les oiseaux croient Red mort, mais il réapparaît sain et sauf, car il a survécu en se réfugiant sous le chaudron géant qui devait servir à bouillir les œufs. Il porte dans ses bras les trois bébés oiseaux bleus qu'il remet à leurs parents.
De retour chez eux, les habitants de l'île réinstallent la maison de Red au centre de la communauté, l'acclament comme un héros et les oisillons lui chantent une chanson héroïque. Pour fêter cet événement, l'oiseau rouge invite Chuck et Bomb chez lui. Sur l'île des cochons, Léonard rassemble les survivants afin de préparer sa vengeance...
À la fin du film, il y a des suppléments dans une section appelée No eggs in here.

## Fiche technique
- Titre original : The Angry Birds Movie
- Titre français : Angry Birds, le film
- Réalisation : Clay Kaytis (en) et Fergal Reilly (en)
- Scénario : Jon Vitti, John Cohen, Mikael Hed et Mikko Pöllä
- Production : John Cohen et Catherine Winder
- Montage : Kent Beyda
- Musique : Heitor Pereira
- Sociétés de production : Rovio Entertainment et Columbia Pictures
- Sociétés de distribution (France) : Columbia Pictures et Sony Pictures Releasing France
- Langue originale : anglais
- Genre : animation
- Durée : 97 minutes
- Dates de sortie : 
  - France : 11 mai 2016
  - États-Unis, Canada : 20 mai 2016
- Film tous publics lors de sa sortie en salles en France

 Sauf indication contraire, les informations mentionnées dans cette section peuvent être confirmées par les bases de données cinématographiques IMDb et Allociné,  présentes dans la section « Liens externes ».

## Distribution

### Voix originales
- Jason Sudeikis : Red[1]
- Josh Gad : Chuck
- Danny McBride : Bomb
- Bill Hader : Leonard, le cochon barbu (futur roi)
- Maya Rudolph : Matilda
- Sean Penn : Terence
- Peter Dinklage : Mighty Eagle
- Keegan-Michael Key : Juge Peckinpah
- Kate McKinnon : Stella et Eva
- Tony Hale : Ross, Cyrus et Mime
- Ike Barinholtz : Tiny
- Hannibal Buress : Edward
- Cristela Alonzo : Shirley
- Jillian Bell : Helene et la professeur de yoga
- Danielle Brooks : Olive Blue et Monica
- Romeo Santos : Early Birds
- Anthony Padilla : Hal
- Ian Hecox : Bubbles
- Tituss Burgess : Photog
- Blake Shelton : Early Pig
- Charli XCX : Willow
- Adam Brown : Hug Trader
- Geoffrey Arend : Day Care Teacher
- Alex Borstein : Sophie et Peggy
- Fred Tatasciore : Monty Pig
- Judah Friedlander : Bill Beakins

### Voix françaises
- Omar Sy : Red
- Serge Biavan : Bomb
- Julien Crampon : Chuck
- Michel Papineschi : Leonard
- Audrey Lamy : Matilda
- François Berland : l'aigle vaillant
- Jean-Marc Charrier : Early Birds
- Cathy Cerda : Shelby
- Frantz Confiac : le juge
- Aurélie Fournier : Blue
- Marie Tirmont : Stella
- Emmanuel Garijo : Ross
- Marie Zidi
- Matthieu Albertini
- Michael Aragones
- Jean-Luc Atlan
- Virginie Caliari
- Simon Faliu
- Max Fauviau
- Paloma Josso
- Fabrice Lelyon
- Richard Leroussel
- Gaëlle Marie
- Jean Rieffel
- Pénélope Siclay
- Jérôme Wiggins

 Sauf indication contraire ou complémentaire, les informations mentionnées dans cette section proviennent du générique de fin de l'œuvre audiovisuelle présentée ici. Source et légende : version française (VF) sur RS Doublage

### Voix québécoises
- Tristan Harvey : Red
- Rachid Badouri : Chuck[3]
- Patrick Chouinard : Bomb
- Manuel Tadros : Léonard le cochon barbu
- Anne-Élisabeth Bossé : Mathilda
- Thiéry Dubé: Aigle Vaillant
- Guy Nadon : Le Juge Peckinpah
- Patrice Bélanger : Ross
- Émilie Bibeau : Stella

 Source et légende : version québécoise (VQ) sur Doublage.qc.ca

## Développement et production
En France, le film était classé "avertissement" dans certains cinémas, à cause du caractère violent de Red joué par Omar Sy, il disait des phrases comme « On s'en cogne ! » ou « Ce gâteau sera pour ta poire ! ».
Lors de la première diffusion du film sur OCS, le 5 avril 2017, le film est classé "tout public", pas d'interdiction aux moins de 10 ans, ce qui clos l'affaire.

## Bande originale
Le générique du film est intitulé Friends, interprété par le chanteur de country Blake Shelton.
Lorsque les cochons sont fiers de leur vol, la musique utilisée est On Top of the World, interprétée par les Imagine Dragons. Lors de la première partie du générique (où l'on voit les personnages danser) avant la scène post-générique, la musique est I Will Survive de Gloria Gaynor mais réinterprétée par Demi Lovato. Les titres Paranoïd de Black Sabbath ainsi que Rock You Like a Hurricane de Scorpions sont utilisés dans le film.